# Aquilone (1903)
«Аквілоне» (італ. Aquilone) — ескадрений міноносець  типу «Нембо»  ВМС Італії часів Першої світової війни.

## Історія створення
Ескадрений міноносець був закладений на верфі «Cantieri Pattison» в Неаполі 10 вересня 1899 року. Корабель був спущений на воду 16 жовтня 1901 року, вступив у стрій 12 жовтня 1903 року.

## Історія служби
У 1912 році, корабель, як і однотипні есмінці, був модернізований. 57-мм гармати «57/43 Mod. 1887» були замінені на 76-мм «76/40 Mod. 1916 R.M». 356-мм торпедні апарати були замінені на 450-мм.

### Перша світова війна
Після вступу Італії у Першу світову війну «Аквілоне» разом з однотипними есмінцями «Нембо», «Есперо», «Бореа» і «Турбіне» був включений до складу V ескадри есмінців, яка базувалась в Таранто.
23 травня 1915 року «Аквілоне» і «Турбіне» вирушили на патрулювання поблизу Манфредонії. 24 травня Італія оголосила віну Австро-Угорщині. Австро-угорські кораблі, які перебували в Адріатичному морі, розпочали обстріл військових об'єктів на італійському узбережжі.
О 4:10 «Аквілоне» помітив ворожий крейсер «Гельголанд», який обстрілював Барлетту. Італійські есмінці атакували австро-угорський крейсер, щоб припинити обстріл міста. «Гельголанд» спрямував свій вогонь на «Аквілоне», змусивши його відступити. Потім він почав обстрілювати «Турбіне», який згодом був потоплений.
23 серпня 1916 року брав участь в десантній операції та захопленні Порто Палермо в Албанії, доставивши загін морських піхотинців.

### Післявоєнна служба
Після закінчення війни, у 1919-1921 роках корабель був модернізований. Була змінена надбудова та озброєння.
У 1921 році «Аквілоне» був перекласифікований в міноносець.
4 березня 1923 року  корабель був виключений зі складу флоту і зданий на злам.